# André Milhoux
André Milhoux (Lieja, Bélgica, 9 de diciembre de 1928) fue un piloto de automovilismo belga. En Fórmula 1 compitió solamente en el Gran Premio de Alemania de 1956, llevando al volante de un Gordini. Para el Gran Premio, sustituyó a su compatriota André Pilette, que este último sufrió lesiones debido a un accidente en los entrenamientos del GP. Durante la carrera, Milhoux tuvo que abandonar por problemas mecánicos. Fuera de la F1, compitió también en carreras de resistencia, incluyendo las 24 Horas de Le Mans.

## Resultados

### Fórmula 1
(Clave) (negrita indica pole position) (cursiva indica vuelta rápida)

| Año     | Escudería      | 1   | 2   | 3   | 4   | 5   | 6   | 7       | 8   | Pos. | Puntos |
| ------- | -------------- | --- | --- | --- | --- | --- | --- | ------- | --- | ---- | ------ |
| 1956    | Equipe Gordini | ARG | MON | 500 | BEL | FRA | GBR | GER Ret | ITA | NC   | 0      |
| Fuente: |                |     |     |     |     |     |     |         |     |      |        |